# T・F・グリーン空港
T・F・グリーン空港（ティー・エフ・グリーンくうこう、T. F. Green Airport、IATA: PVD）は、アメリカ合衆国ロードアイランド州中部、ケント郡にある空港。州都プロビデンスの南郊約10km、ウォリック市に立地しており、プロビデンス都市圏およびニューポートをカバーしている。また、ボストンから70kmという立地条件から、発着便数の多いローガン国際空港を補助する空港としても機能している。マサチューセッツ州港湾局は、ローガン国際空港の代用空港の1つとして本空港を紹介している。ロードアイランド州空港公社（RIAC）が運営する6つの空港の中では、規模が最も大きく、利用者が最も多い。2019年には398万人が利用した。

## 概要
本空港は、全米最初の州営空港として1931年に開港した。空港名は、ロードアイランド州知事、および24年にわたってロードアイランド州上院議員を務めたセオドア・フランシス・グリーンからつけられた。1996年には全面改築され、改築されたターミナルビルには元州知事ブルース・サンドランの名が冠せられた。
本空港は周辺を住宅地に囲まれていることから拡張余地は限られているが、RIACは本空港の東側の住宅用地をすでに取得している。本空港の東に隣接するシダー・スワンプ・ロードおよびペンブローク・アベニューに沿って建つ住居はほとんどが取り壊されており、わずかではあるものの空港用地の拡張が可能な状態にある。

## 施設
本空港は450haの敷地に2本の滑走路を有する。
- 滑走路 5/23: 長さ2,652m x 幅46m、アスファルト舗装
- 滑走路 16/34: 長さ1,853m x 幅46m、アスファルト舗装

かつては3本の滑走路があったが、滑走路5L/23Rは2003年に誘導路に転用された。
本空港のターミナルビルには、北と南の2つのコンコースがある。南コンコースには8のゲートがあり、北コンコースには14のゲートがある。南コンコースのゲート7Aは国際線到着のために設計されており、コンコースの下階の税関に直結している。ターミナルには多くの店舗やレストランがあり、中央にはフードコートがある。

## 空港へのアクセス
本空港は国道1号線に面し、州間高速道路I-95と直結している。本空港には、プロビデンスとその周辺をカバーするロードアイランド公共交通局 (RIPTA) の路線バス3系統が停車する。そのうち1系統はニューポートへ、また1系統はロードアイランド大学へも通じている。地元のタクシーも、本空港のターミナルビルに乗り入れている。また、リムジンによる送迎サービスもあるほか、大手のレンタカー会社も店舗を置いている。
アムトラックは本空港から約380mの至近距離を走っているが、付近に鉄道の駅はない。しかし、ボストンとプロビデンスを結ぶMBTAの近郊電車の駅建設が2010年の完成を目指して進められている。この駅の建設にあたっては2005年に連邦の高速道路建設予算から費用が計上され、2006年7月17日に着工した。完成すれば、T・F・グリーン空港駅（仮称）は全米で最も空港に近い都市間交通電車の駅となる。2007年9月に工事用地が確保され、2008年には駅の工事が始まった。

## 主な航空会社
- サウスウエスト航空 ： ボルチモア・ワシントン, シカゴ・ミッドウェイ, フォートローダーデール, ラスベガス, ナッシュビル, オーランド, フィラデルフィア, フェニックス, タンパ
- アメリカン航空：シャーロット、フィラデルフィア
  - アメリカン・イーグル ： シカゴ・オヘア
- デルタ航空 ： アトランタ
  - デルタ・コネクション ： アトランタ、シンシナティ・ノーザンケンタッキー, ニューヨーク・JFK
- ユナイテッド航空 ： シカゴ・オヘア
  - ユナイテッド・エクスプレス ： シカゴ・オヘア、ワシントン・ダレス
- フロンティア航空 ： オーランド、タンパ、フィラデルフィア
- ジェットブルー航空 ： オーランド、タンパ、フォートローダーデール
- サンカントリー航空 ： ミネアポリス
- ブリーズ航空 ： ピッツバーグ
- エア・カナダ
  - エア・カナダ・ジャズ ： トロント・ピアソン

## 事件・事故

### 1999年の滑走路進入事故
1999年12月6日EST20時35分ごろに、ユナイテッド航空1448便（ボーイング757、以下UA1448便）とフェデックス・エクスプレス1662便（ボーイング727、以下FX1662便）が滑走路5R/23L上でニアミス事故を起こした。UA1448便は滑走路5Rに着陸後、滑走路16を横断して駐機スポットに向かうよう管制官から指示された。しかし、パイロットは誤って使用中の滑走路5R/23Lに進入した。管制官もこれに気づかず、FX1662便に離陸許可を出した。
UA1448便のパイロットは混乱した声で、誘導路Kの近くにいることや、目の前で他機が離陸していったことを報告した。FX1662便はUA1448便と衝突しなかったものの、非常に近くまで接近していた。ところが管制官はニアミスが発生したにもかかわらず、UA1448便のパイロットに「誘導路Kの近くにいるはずがない」と述べ、その場で待機するよう指示した。さらに管制官は、メトロジェット2998便（ボーイング737、以下US2998便）に離陸許可を与えた。この指示を聞いたUA1448便のパイロットは自身が使用中の滑走路上に居ると言ったが、管制官はこれを否定した。一方、UA1448便と管制官の交信を聞いていたUS2998便のパイロットは「UA1448便の位置がはっきりするまで離陸をしない」と言い、離陸を拒否した。管制官はUA1448便の位置について混乱が生じたにもかかわらず、US2998便に再び離陸許可を与えた。US2998便のパイロットは再度、UA1448便が駐機スポットに到着したことが確認されるまで離陸は行わないと述べた。その後、UA1448便が駐機スポットに到着したことが確認され、US2998便は滑走路5Rから離陸した。
US2998便のパイロットの行動は称賛された。この出来事は国家運輸安全委員会によって調査された。その後、管制官は再度訓練を受けることとなり、UA1448便のパイロットも追加の訓練を受け、乗務に復帰した。